# Мелта (нос)
Носът Мелта (на английски: Melta Point) е скалист морски нос на северния бряг на остров Ливингстън, образуван от разклонение на хребет Терес и вдаващ се 750 м в залива Хироу на протока Дрейк. Разположен 1.4 км на изток-югоизток от нос Сидънс, 1.5 км северно от най-високата точка на хребет Терес и 8.55 км на запад-югозапад от нос Безмер. Свободна от лед прилежаща площ 116 ха. Районът е посещаван от ловци на тюлени през 19 век.
Координатите му са: 62°32′49.8″ ю. ш. 60°24′16″ з. д. / 62.547167° ю. ш. 60.404444° з. д..
Наименуван е на античния тракийски град Мелта, днешен град Ловеч. Името е официално дадено на 11 април 2005 г.
Българско топографско проучване: Тангра 2004/05. Британско картографиране от 1968 г., чилийско от 1971 г., аржентинско от 1980 г., българско от 2005, 2009 и 2012 г.

## Карти
- L.L. Ivanov et al, Antarctica: Livingston Island, South Shetland Islands (from English Strait to Morton Strait, with illustrations and ice-cover distribution), 1:100000 scale topographic map, Antarctic Place-names Commission of Bulgaria, Sofia, 2005
- Л. Иванов. Антарктика: Остров Ливингстън и острови Гринуич, Робърт, Сноу и Смит. Топографска карта в мащаб 1:120000. Троян: Фондация Манфред Вьорнер, 2009. ISBN 978-954-92032-4-0
- Л. Иванов. Карта на остров Ливингстън. В: Иванов, Л. и Н. Иванова. Антарктика: Природа, история, усвояване, географски имена и българско участие. София: Фондация Манфред Вьорнер, 2014. с. 18-19. ISBN 978-619-90008-1-6